# Martavis Bryant
Pour les articles homonymes, voir Bryant.
(en) Statistiques sur pro-football-reference
Martavis Bryant, né le 20 décembre 1991 à Calhoun Falls en Caroline du Sud, est un sportif professionnel américain de football américain qui évolue au poste de wide receiver, actuellement agent libre.
Sélectionné en 118e choix global lors du quatrième tour de la draft 2014 de la NFL par la franchise des Steelers de Pittsburgh, il y joue pendant quatre saisons (20184-2017) avant de rejoindre les Raiders d'Oakland (2018), les Argonauts de Toronto de la LCF (2020), les Pirates du Massachusetts (en) de l'Indoor Football League (2021), les Elks d'Edmonton de la LCF (2022), les FCF Beasts (en) de la Fan Controlled Football League (en) (2022), les Vipers de Vegas (en) de la XFL (2023) et les Cowboys de Dallas (2023) qui le libèrent en mai 2024.
Au niveau universitaire, il a joué pour les Tigers de l'université de Clemson pendant trois saisons (2011-2013) dans la NCAA Div qui le libèrent en mai 2024ision I FBS et son Atlantic Coast Conference.